# 인생은 나그네길
"인생은 나그네길"은 1972년 공개된 대한민국의 영화이다.

## 배역
- 신영균
- 김지미
- 최무룡
- 고은아
- 김정훈
- 이예민
- 이기영
- 김승남
- 장정국
- 박부양
- 이정애
- 지계순
- 석귀녀
- 김난식
- 윤경희